# Джордан, Уинифред
Уинифред Сейди Джордан (англ. Winifred Sadie Jordan; 15 марта 1920, Kings Norton, County Borough of Birmingham — 13 апреля 2019), в девичестве Джеффри (англ. Jeffrey) — британская легкоатлетка, специалистка по бегу на короткие дистанции. Выступала за сборные Англии и Великобритании в 1930-х и 1940-х годах, обладательница двух серебряных медалей чемпионата Европы, серебряная и бронзовая призёрка Игр Британской империи в Сиднее, участница летних Олимпийских игр в Лондоне.

## Биография
Уинифред Джеффри родилась 15 марта 1920 года в Бирмингеме, Англия.
В возрасте 14 лет бросила учёбу в школе и пошла работать на предприятие Dunlop Rubber, где также работал её отец. Занималась бегом в бирмингемском легкоатлетическом клубе Birchfield Harriers. Специализировалась на спринтерских дистанциях, в частности в 1937 году пробежала 100 метров за 12 секунд, установив тем самым свой личный рекорд.
Первого серьёзного успеха на международном уровне добилась в сезоне 1938 года, когда вошла в основной состав английской национальной сборной и побывала на Играх Британской империи в Сиднее, откуда привезла награды серебряного и бронзового достоинства, выигранные в зачёте эстафет 4 × 110/220 ярдов и 3 × 110/220 ярдов соответственно. В индивидуальном беге на 100 ярдов выбыла из борьбы за медали на стадии полуфиналов.
Из-за начавшейся Второй мировой войны вынуждена была прервать спортивную карьеру, при этом в условиях нехватки продовольствия сумела сохранить физическую форму и по окончании войны вернулась к соревновательной практике. Так, в 1946 году принимала участие в чемпионате Европы в Осло, где выиграла серебряные медали в беге на 100 и 200 метров — в обоих случаях уступила советской бегунье Евгении Сеченовой. Также стартовала здесь в эстафете 4 × 100 метров, однако в данной дисциплине попасть в число призёров не смогла, став четвёртой.
Благодаря череде удачных выступлений удостоилась права защищать честь страны на домашних летних Олимпийских играх 1948 года в Лондоне — в беге на 100 метров благополучно преодолела предварительный квалификационный забег, тогда как в полуфинальном забеге выступила неудачно, и на этом её участие в Играх подошло к концу.
Умерла 13 апреля 2019 года в возрасте 99 лет.